# أريك لوبيز
أريك لوبيز (بالإسبانية: Eric López) (1 أبريل 1993 برشلونة إسبانيا - ) هو لاعب كرة قدم إسباني يلعب كلاعب وسط.

## روابط خارجية
- أريك لوبيز على موقع قاعدة بيانات كرة القدم.إي يو (الإنجليزية)
- أريك لوبيز على موقع Soccerway.com (الإنجليزية)
- أريك لوبيز على موقع AS.com (الإسبانية)